# Super Bass
"Super Bass" là một bài hát của rapper người Mỹ gốc Trinidad Nicki Minaj nằm trong phiên bản sang trọng cho album phòng thu đầu tay của cô, Pink Friday (2010). Nó được phát hành như là đĩa đơn thứ tư trích từ album ở Hoa Kỳ và thứ năm ở hầu hết những thị trường khác vào ngày 5 tháng 4 năm 2011 bởi Young Money Entertainment, Cash Money Records và Universal Motown Records. Bài hát được đồng viết lời bởi Minaj, Ester Dean với nhà sản xuất của nó Kane Beatz. "Super Bass" là một bản pop-rap kết hợp với những yếu tố từ nhạc điện tử và hip hop mang nội dung đề cập đến câu chuyện về một mối tình vui tươi của một cặp đôi, trong đó bao gồm nhiều từ ngữ mang yếu tố khiêu khích và gợi mở. Bài hát bắt đầu thu hút sự chú ý từ công chúng sau khi Taylor Swift thể hiện sự hâm mộ đối với "Super Bass" và yêu cầu phát sóng nó trong một buổi phỏng vấn phát thanh của cô, và hiệu ứng sau khi được Swift giới thiệu đã khiến Minaj quyết định phát hành bài hát dưới dạng đĩa đơn.
Sau khi phát hành, "Super Bass" nhận được những phản ứng tích cực từ các nhà phê bình âm nhạc, trong đó họ đánh giá cao giai điệu bắt tai và quá trình sản xuất bài hát, đồng thời gọi đây là một điểm nhấn nổi bật từ Pink Friday, mặc dù nó không xuất hiện trong phiên bản chính của album. Bài hát còn gặt hái nhiều giải thưởng và đề cử tại những lễ trao giải lớn, bao gồm một đề cử tại giải thưởng âm nhạc Billboard năm 2012 cho Top Bài hát Rap. "Super Bass" cũng tiếp nhận những thành công lớn về mặt thương mại với việc lọt vào top 10 ở nhiều quốc gia nó xuất hiện, bao gồm những thị trường lớn như Úc, Canada, New Zealand và Vương quốc Anh. Tại Hoa Kỳ, nó đạt vị trí thứ ba trên bảng xếp hạng Billboard Hot 100, trở thành đĩa đơn đầu tiên trong sự nghiệp của Minaj vươn đến top 5 cũng như tiêu thụ được hơn 5 triệu lượt tải nhạc số tại đây. Tính đến nay, "Super Bass" đã bán được hơn 13 triệu bản trên toàn cầu, trở thành một trong những đĩa đơn bán chạy nhất mọi thời đại.
Video ca nhạc cho "Super Bass" được đạo diễn bởi Sanaa Hamri, trong đó bao gồm những cảnh Minaj tận hưởng khoảng thời gian vui vẻ với một nhóm những người đàn ông và nhảy múa bên nhiều đạo cụ đều có màu hồng. Nó đã nhận được nhiều lượt yêu cầu phát sóng liên tục trên những kênh truyền hình, như MTV, VH1 và BET, đồng thời gặt hái hai đề cử tại giải Video âm nhạc của MTV năm 2011 cho Video xuất sắc nhất của nữ ca sĩ và Video Hip-Hop xuất sắc nhất, và chiến thắng một giải sau. Để quảng bá bài hát, nữ rapper đã trình diễn nó trên nhiều chương trình truyền hình và lễ trao giải lớn, bao gồm Good Morning America, giải thưởng âm nhạc Billboard năm 2011 và giải thưởng Âm nhạc Mỹ năm 2011, cũng như trong nhiều chuyến lưu diễn của cô. Kể từ khi phát hành, "Super Bass" đã được hát lại và sử dụng làm nhạc mẫu bởi nhiều nghệ sĩ, như Taylor Swift, Selena Gomez, Little Mix, Bart Baker, Karmin, Tyler Ward và dàn diễn viên của Glee.

## Danh sách bài hát
- Tải kĩ thuật số[2]

1. "Super Bass" – 3:19

- Đĩa CD tại Hoa Kỳ[3]

1. "Super Bass" – 3:21
2. "Moment 4 Life" – 4:39

## Xếp hạng
| Bảng xếp hạng (2011-12)                  | Vị trí cao nhất |
| ---------------------------------------- | --------------- |
| Úc (ARIA)                                | 6               |
| Áo (Ö3 Austria Top 40)                   | 42              |
| Bỉ (Ultratip Flanders)                   | 3               |
| Canada (Canadian Hot 100)                | 6               |
| Ireland (IRMA)                           | 17              |
| Nhật Bản (Japan Hot 100)                 | 89              |
| Hà Lan (Single Top 100)                  | 82              |
| New Zealand (Recorded Music NZ)          | 3               |
| Scotland (OCC)                           | 8               |
| Thụy Điển (Sverigetopplistan)            | 43              |
| Thụy Sĩ (Schweizer Hitparade)            | 58              |
| Anh Quốc (OCC)                           | 8               |
| Hoa Kỳ Billboard Hot 100                 | 3               |
| Hoa Kỳ Adult Pop Airplay (Billboard)     | 33              |
| Hoa Kỳ Dance Club Songs (Billboard)      | 23              |
| Hoa Kỳ Hot R&B/Hip-Hop Songs (Billboard) | 6               |
| Hoa Kỳ Hot Rap Songs (Billboard)         | 2               |
| Hoa Kỳ Pop Airplay (Billboard)           | 3               |
| Hoa Kỳ Rhythmic (Billboard)              | 1               |

| Bảng xếp hạng (2011)                 | Vị trí |
| ------------------------------------ | ------ |
| Australia (ARIA)                     | 17     |
| Australia Urban (ARIA)               | 4      |
| Canada (Canadian Hot 100)            | 29     |
| New Zealand (Recorded Music NZ)      | 17     |
| UK Singles (Official Charts Company) | 29     |
| US Billboard Hot 100                 | 8      |
| US Hot R&B/Hip-Hop Songs (Billboard) | 42     |
| US Rap Songs (Billboard)             | 9      |
| US Pop Songs (Billboard)             | 9      |
| US Rhythmic (Billboard)              | 5      |
| Bảng xếp hạng (2012)                 | Vị trí |
| Australia Urban (ARIA)               | 47     |

## Chứng nhận
| Quốc gia | Chứng nhận  | Số đơn vị/doanh số chứng nhận |
| --- | ----------- | ----------------------------- |
| Úc (ARIA) | 6× Bạch kim | 420.000^                      |
| New Zealand (RMNZ) | Bạch kim    | 15.000*                       |
| Na Uy (IFPI) | 2× Bạch kim | 20.000‡                       |
| Anh Quốc (BPI) | Bạch kim    | 600.000‡                      |
| Hoa Kỳ (RIAA) | 8× Bạch kim | 8.000.000^                    |
| * Chứng nhận dựa theo doanh số tiêu thụ. ^ Chứng nhận dựa theo doanh số nhập hàng. ‡ Chứng nhận dựa theo doanh số tiêu thụ và phát trực tuyến. |             |                               |

## Lịch sử phát hành
| Quốc gia    | Ngày             | Định dạng              | Hãng đĩa                                |
| ----------- | ---------------- | ---------------------- | --------------------------------------- |
| Hoa Kỳ      | 5 tháng 4, 2011  | Rhythmic contemporary  | Young Money Cash Money Universal Motown |
| Úc          | 13 tháng 4, 2011 | Tải kĩ thuật số        | Cash Money                              |
| New Zealand | 13 tháng 4, 2011 | Tải kĩ thuật số        | Cash Money                              |
| Đức         | 16 tháng 5, 2011 | Tải kĩ thuật số        | Cash Money                              |
| Hoa Kỳ      | 17 tháng 5, 2011 | Contemporary hit radio | Young Money Cash Money Universal Motown |
| Hoa Kỳ      | 20 tháng 6, 2011 | Urban contemporary     | Young Money Cash Money                  |